# 40.º Regimento de Assalto Aéreo

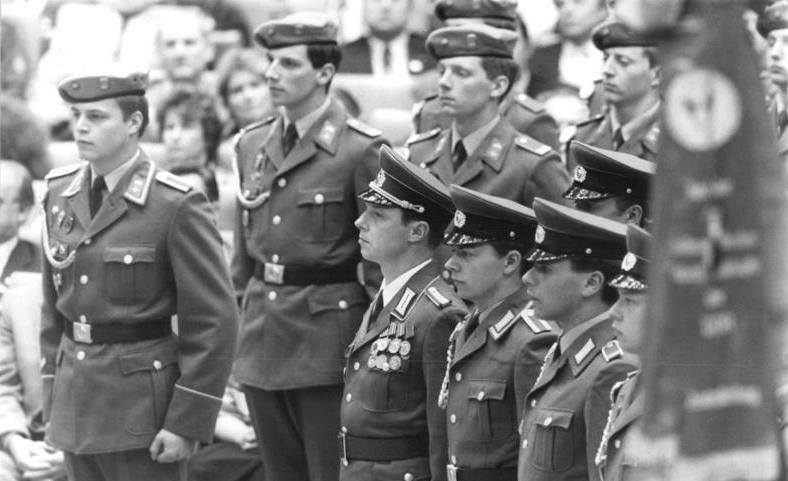
Destacamento de pára-quedistas do NVA (esquerda) na XI. Conferência do partido SED.

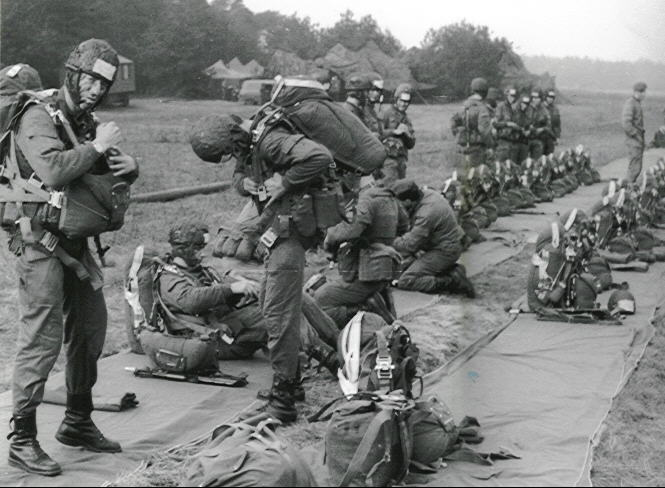
Membros do 2º Companhia do 40º Regimento de Assalto Aéreo durante serviço de salto como parte de um dos exercícios anuais do Jug.

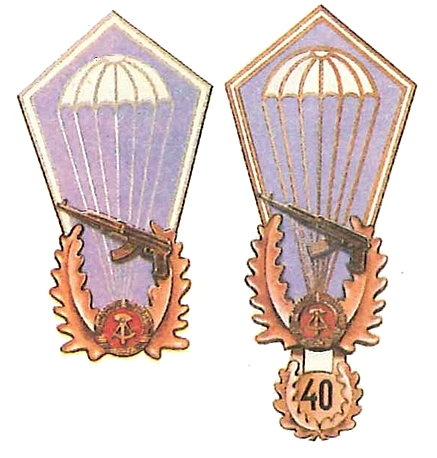
Versão básica do emblema do brevê paraquedista do NVA e o de 40 saltos.

O 40º Regimento de Assalto Aéreo "Willi Sänger" (em alemão:  ''Luftsturmregiment 40
„Willi Sänger“'', LStR-40) foi a única unidade aerotransportada e, junto com o Kampfschwimmerkommando 18, uma das duas unidades especiais do Exército Popular Nacional (NVA) da RDA. O regimento surgiu em 1986 a partir do 40º Batalhão Paraquedista (em alemão:  Fallschirmjägerbataillon 40). Em 6 de outubro de 1969 recebeu o nome honorário “Willi Singer”.
Fundado em 1960 em Prora, na ilha de Rúgia, como 5º Batalhão de Fuzileiros Motorizados (em alemão:  Mot.-Schützenbataillon 5), a unidade foi renomeada várias vezes e a partir de 1972 ficou diretamente subordinada ao Comando das Forças Terrestres (em alemão:  Kommando Landstreitkräfte, KdoLaSK). A partir de 1982 foi transferido para a área de treinamento militar de Lehnin, perto de Potsdam. A base de treinamento de paraquedistas em Burg, perto de Magdeburgo, não pertencia ao LStR-40, mas estava diretamente subordinada ao Comando das Forças Terrestres e, portanto, era uma instalação independente. A Base de Treinamento Paraquedista 40 (em alemão:  Fallschirmjägerausbildungsbasis 40, FJABas-40), também conhecida como FJAB-40 nas tropas, tinha o codinome "Huflattich". A LStR-40 - que era uma unidade de tropa (em alemão:  Sprachgebrauch) no jargão do NVA - foi dissolvida em Lehnin em 30 de junho de 1991, cerca de meio ano após a dissolução do NVA.

## Missão
A missão dos pára-quedistas do NVA e de unidades semelhantes em outros exércitos do Pacto de Varsóvia era capturar ou destruir alvos nas áreas de retaguarda do inimigo, danificar os suprimentos e o moral do inimigo e amarrar as forças inimigas. O perfil operacional incluía essencialmente as três áreas centrais de reconhecimento militar, ação de comandos e operações especiais. O principal objetivo da operação era a destruição de armas de destruição em massa, em particular meios de armas nucleares (em alemão:  Kernwaffeneinsatzmitteln, KWEM).

### Reconhecimento
O reconhecimento militar abrange as missões de obtenção de informações na profundidade operacional do inimigo por meio de observação e relatórios por meios eletrônicos.
Com base na localização e tipo de operação, isto pode incluir, por exemplo:
- a observação dos objectivos militares, económicos e administrativos (políticos, sociais);
- a determinação de dados de atribuição de alvos para a preparação de forças de caça-bombardeiro (com a ajuda de controladores aéreos avançados), bem como dados e informações detalhadas para a preparação de ataques de artilharia e foguetes;
- espionar a aproximação das reservas operacionais e estratégicas inimigas (portos, aeródromos, instalações ferroviárias) e as direções do seu desdobramento;
- monitoramento de VIPs inimigos e reconhecimento de forças de reconhecimento inimigas em seu próprio interior.

### Ações de comandos
Durante as ações de comandos envolvendo golpe-de-mão, emboscada ou incursão, foi aceito o desmascaramento dos paraquedistas destacados. O objetivo era destruir completamente o objeto do ataque, o que significava que os vestígios não poderiam ser evitados e que muito provavelmente forneceriam às forças de defesa inimigas pistas contra os Fallschirmjäger.
É também por isso que as operações comando tiveram de ser planeadas até ao último detalhe, sendo também tidos em conta os piores cenários, se possível. A evasão e o repatriamento das unidades especiais tiveram de ser planeados.
Os seguintes alvos, entre outros, foram considerados para ações de comandos:
- Meios de armas nucleares e sistemas de artilharia adequados para disparar munições nucleares.
- Postos de comando de grandes formações inimigas na suposta direção principal de ataque contra suas próprias forças, ou que estavam presumivelmente expostas ao peso das forças de ataque inimigas.
- Sistemas EloKa, sistemas de controle de tráfego aéreo e sistema de comando e implantação de armas da Força Aérea.
- Sistemas de armas importantes (complexos de reconhecimento, armas químicas de destruição em massa, armas biológicas, etc.)
- Instalações de transporte, como estradas pantanosas, pontes (viadutos ou aquedutos), barragens, pátios de triagem, centrais elétricas, torres de televisão, instalações portuárias, aeródromos
- Armazéns de importância operacional (munições, combustíveis e outros armazéns),
- indivíduos importantes ou grupos de pessoas na área de retaguarda do inimigo
- Destruição ou captura de forças inimigas no seu próprio interior.

### Operações Especiais
As operações especiais deveriam ser realizadas por soldados especialmente treinados para operações secretas e normalmente teriam um significado operacional de longo alcance. Os possíveis tipos de uso eram:
- Observação de personalidades de alto escalão na vida militar, política e económica; se necessário, sequestrar tais personalidades ou matá-las.
- Repatriação de pessoas importantes para o Pacto de Varsóvia da retaguarda do inimigo.
- Golpes-de-mão secretos em bunkers e instalações especialmente protegidas da liderança militar, política e econômica e cumprimento de tarefas nessas instalações
- Treinar, aconselhar e participar em operações de grupos que operam ilegalmente, como os grupos K, inclusive no seu próprio território ocupado pelo inimigo.
- Ações em períodos de tensão, antes do início da guerra, na retaguarda do inimigo.
- Ações contra mergulhadores e outras tropas especiais inimigas no seu próprio território.

Formada no início da década de 1960 como um batalhão de pára-quedistas, a unidade passou por diversas reorganizações e renomeações devido a mudanças na doutrina militar soviética. A partir de meados da década de 1980 foi expandido para um regimento, embora o conceito original de emprego em pequenos grupos de combate independentes não tenha sido abandonado.

## Organização

### Comandantes
| Posto           | Nome              | Período de serviço         | Observação |
| --------------- | ----------------- | -------------------------- | --- |
| Tenente-coronel | Ehrhard Bernhagen | De 15 de fevereiro de 1962 | Primeiro comandante do batalhão.                                                                                          |
| Major           | Hubert Pardella   | De 13 de setembro de 1962  | Mais tarde coronel. |
| Capitão         | Egon Gleau        | De 1º de setembro de 1966  | Mais tarde Major-general comandante do MSD.                                                                               |
| Tenente-coronel | Werner Schultz    | De 15 de abril de 1968     | Mais tarde major. |
| Major           | Kurt Elsner       | De 1º de novembro de 1971  | |
| Major           | Friedhelm Reddig  | De 1º de setembro de 1973  | Mais tarde coronel. |
| Major           | Michael Langer    | De 1979                    | |
| Tenente-coronel | Jürgen Flache     | De 2 de agosto de 1981     | Mais tarde coronel. |
| Major           | Klaus Dieter Krug | De 15 de agosto de 1983    | A partir de 1º de dezembro de 1986, primeiro comandante do regimento. Último cargo: chefe de Estado-Maior de uma divisão. |
| Major           | Frank Lippert     | De 15 de agosto de 1988    | |
| Major           | Norberto Seiffert | De 15 de setembro de 1989  | Último comandante no NVA.                                                                                                 |
|                 |                   |                            | |
| Tenente-coronel | Harald Altmann    | Até 30 de junho de 1991    | Dissolução |

Nos primeiros anos, a força aerotransportada (em alemão:  Luftlandetruppe) foi estruturada como um batalhão de fuzileiros leves típico do NVA, que poderia ser empregado como companhias individuais ou como uma unidade inteira. Com o tempo, os paraquedistas desenvolveram o uso de pequenos grupos de combate – tática que também se estabeleceu em unidades similares em outros países. Equipes de cinco a doze soldados receberam uma ou mais tarefas limitadas. No NVA o conceito foi chamado de “Táticas de força tarefa” (em alemão:  Einsatzgruppentaktik) e o uso de vários desses grupos foi chamado de “operações coordenadas”. As forças-tarefa poderiam atingir a força de um pelotão de pára-quedistas se a missão assim o exigisse. Nos primeiros anos do TT havia apenas algumas aeronaves de lançamento no NVA. Isso mudou com a criação do esquadrão AN-26 em Dresden e a estreita cooperação da unidade de pára-quedistas com o Esquadrão de Helicópteros de Transporte 34 (em alemão:  Transporthubschraubergeschwader 34), em Brandenburg-Briest. Até por volta de 1983, as tropas pára-quedistas do NVA limitavam-se às táticas de forças-tarefa e, portanto, operavam como uma unidade especial. Foi dada especial atenção ao treinamento físico militar e ao combate corpo a corpo, bem como ao extenso treinamento de tiro. Os grupos-tarefa foram designados por especialistas, como operadores de rádio da força-tarefa, atiradores de elite e mergulhadores de demolição, com treinamento de mergulhador pioneiro de seis meses em Havelberg TLE40. Todos os anos, 10 a 15 saltos de paraquedas eram realizados durante o acampamento de salto (em alemão:  Sprunglager) ou treinamento com duração de vários dias, principalmente com paraquedas de dossel redondo RS 3/8. Houve também seções de treinamento em rádio, explosivos, montanhismo e esqui. O desempenho das tropas era verificado semestralmente pelo Comando das Forças Terrestres.
Cada pára-quedista foi treinado em múltiplas missões. Cursos foram realizados para especializar ainda mais os paraquedistas. Como regra, um soldado dos pára-quedistas do NVA passou por pelo menos um, muitas vezes dois ou três cursos especiais como este, além de seu treinamento normal dentro de três anos.
- Curso técnico automotivo e blindado,
- Curso de atirador especial,
- Curso de tática,
- Curso de combate corpo a corpo para especialistas (expansão do programa normal de combate corpo a corpo),
- Curso de Medicina (também uma extensão do programa normal de formação),
- Curso de formação em reconhecimento e tácticas especiais para forças da NATO.

O curso sobre uso e manuseio de Munições de Demolição Atômica, porém, foi frequentado por anos inteiros de serviço ao mesmo tempo.
Após a mudança para o conceito de assalto aéreo soviético, partes deste conceito operacional foram mantidas. Além disso, como nem a formação nem as capacidades de transporte aéreo cresceram de acordo com as exigências da nova doutrina, não houve alteração significativa nas possibilidades operacionais práticas.
Os paraquedistas estiveram subordinados ao Distrito Militar V (Norte) até 1972 e depois diretamente ao Comando das Forças Terrestres (KdoLaSK). O codinome do 40º Regimento de Assalto Aéreo (LStR-40) era "Lötzinn" ("Soldadinho de Chumbo").

## Recrutamento e treinamento

### Recrutamento

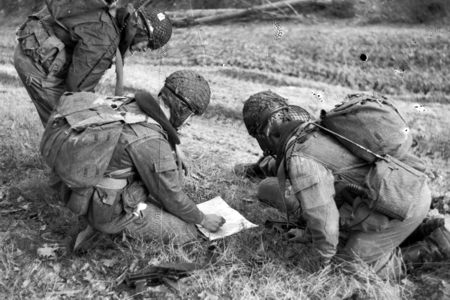
Estudando mapas durante uma marcha.

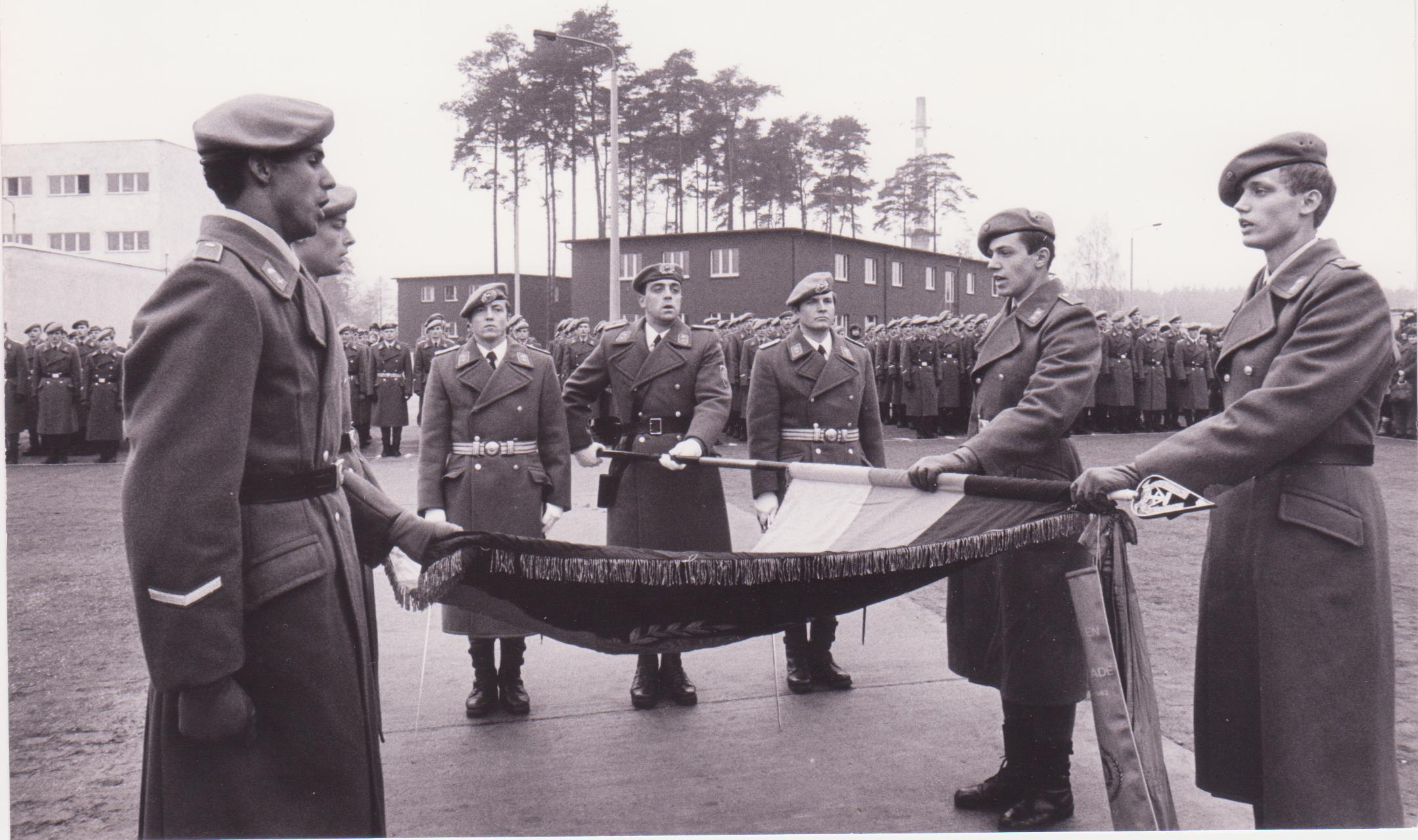
Soldados prestam juramento na área de treinamento militar de Lehnin.

Cada pára-quedista de uma unidade de combate deveria se alistar por pelo menos três anos. Cada pára-quedista de uma companhia de pára-quedistas ou de assalto aéreo ou do pelotão de mergulho de demolição (mais tarde renomeado como pelotão de reconhecimento) era voluntário. Tal como acontece com a Bundeswehr, um recruta tinha que expressar seu desejo de se juntar a esta força o mais tardar durante a reunião e era examinado para ver se estava apto para saltar. Se estivesse apto, era delegado ao Centro Distrital de Treinamento GST (BAZ) de sua área e lá recebia treinamento GST para a carreira de paraquedista. Isso acontecia nos meses de verão, de abril a outubro, uma semana por mês com dispensa da escola ou do ensino. Aqui, principalmente ex-pára-quedistas do NVA realizaram o treinamento com os jovens.
O treinamento incluiu longas corridas e marchas cross-country, bem como uso de mapa e bússola individual ou em grupo, treinamento de rádio tátil (fornecendo apenas números), treinamento de tiro com armas portáteis, superação do caminho da tempestade e de vários obstáculos. Além disso, houve treinamento em autoescola para as turmas 5 e 1 (caminhões e motocicletas). Aqueles que não completaram esse treinamento antes de iniciar o serviço raramente eram convocados para a unidade militar.
No treinamento com teoria e prática de paraquedismo, os próprios jovens tiveram que embalar seus paraquedas, o paraquedas de cúpula redonda (diferentes tipos de paraquedas foram utilizados ao longo dos anos - PD-47, RS 4/3, RS 4/5, RS-8 e após retirá-los da licença de paraquedismo vários paraquedas esportivos semelhantes aos do NVA). Os jovens tiveram que realizar doze saltos de paraquedas para concluir com sucesso o treinamento básico. A formação ocorreu nos centros distritais de formação dos distritos da RDA. Por um curto período, foram feitas tentativas de realizar treinamento de salto para todos os futuros paraquedistas na escola de salto de paraquedas da Sociedade de Esporte e Tecnologia em Halle-Oppin. Isso não funcionou e o treinamento voltou para o BAZ.
Os militares que completaram 18 meses de serviço militar básico também serviam na unidade de abastecimento da associação de pára-quedistas com cozinheiros, motoristas, mecânicos de automóveis e frentistas de postos de gasolina. Com a expansão da FJB para o LStR, foi criada uma companhia de petrechos pesados equipada com mísseis guiados antitanque e lança-granadas. Os soldados que serviam aqui não foram lançados de paraquedas, eles eram móveis em combate usando o UAZ e, portanto, desembarcavam por helicópteros.
No pelotão de treinamento reservista, os ex-pára-quedistas eram regularmente convocados para o serviço de reserva e mantinham sua força militar dentro de três meses.

### Treinamento
Os pára-quedistas do NVA foram treinados em táticas de força-tarefa até meados da década de 1980. O treinamento em táticas de assalto aéreo começou em 1986, embora os elementos das táticas de força-tarefa tenham sido mantidos. O grupo de força-tarefa (em alemão:  Einsatzgruppe, EG) era outro nome para uma equipe, comando, grupo ou formação militar semelhante, que geralmente tinha que realizar tarefas na retaguarda do inimigo (em alemão:  rückwärtigen Gebiet des Gegners, rGG).
O grupo de força-tarefa geralmente consistia de até doze soldados, mas também poderia consistir em apenas uma esquadra com três a quatro soldados. Se a força-tarefa fosse maior, a designação do tamanho seria fornecido após o termo força-tarefa - por exemplo Grupo de Força-Tarefa - Pelotão (em alemão:  „Einsatzgruppe - Zug“) ou Grupo de Força-Tarefa - Companhia (em alemão:  „Einsatzgruppe - Kompanie“).
O treinamento tático foi muito diversificado e começou com os pára-quedistas do NVA com o treinamento básico normal que todo soldado do NVA deveria completar. Além das habilidades militares gerais básicas de cada Fallschirmjäger, o treinamento tático dos pára-quedistas incluía, entre outras coisas, treinamento de combate, serviço de combate e serviço de salto.
Sempre que possível, foram incorporados elementos especiais das táticas dos pára-quedistas. Após a conclusão do treinamento básico, iniciou-se o treinamento tático especial dos pára-quedistas, que por sua vez passou do treinamento individual ao treinamento em grupo e à unidade de uma companhia de pára-quedistas. Como os soldados da única unidade de pára-quedistas do NVA completavam o serviço militar a cada pelo menos três anos no batalhão de pára-quedistas ou, a partir de 1986, no regimento de assalto aéreo, havia muito tempo para um treinamento completo, intensivo e individual. Muitos militares receberam uma ou mais especializações, que foram aplicadas na prática em forma de curso com posterior aplicação permanente para manter o que aprenderam e completar seus conhecimentos e habilidades.
Esses especialistas foram treinados nas seguintes áreas de atuação:
- Especialista em armas ou atirador de elite
- Especialista em explosivos (também treinado em fazer ou encontrar cargas ocultas)
- Especialista em comunicações (tecnologia de rádio portátil de todos os tipos)
- Especialista automotivo
- Paramédico
- Combate corpo a corpo na técnica de combate norte-coreana Kyŏksul (introduzida em 1988), anteriormente Sambo
- Especialista em topografia (especialista em avaliação de terreno)
- Especialista em idiomas (especialmente países de língua inglesa)
- Especialista no adversário (alto conhecimento de estruturas, sinais táticos e armas das forças armadas da OTAN, reconhecimento das conexões entre a estrutura da ordem de batalha do inimigo, nível de comando e estrutura dos postos de comando, baterias de partida, espaços submarinos, etc.)

O treinamento tático representou a maior proporção das horas de treinamento planejadas, com cerca de 550 horas de treinamento por ano de serviço. Elementos de treinamento tático foram incorporados em quase todos os outros cursos de treinamento realizados fora do quartel, como o tipo de movimento ou observação constante e prontidão permanente de armas pessoais.
O paraquedista do NVA recebeu treinamento intensivo para operações de combate em áreas urbanas e em cadeias montanhosas baixas e arborizadas. Possuíam um componente anfíbio e eram capazes de realizar operações de combate num âmbito limitado, de forma independente ou em pequena equipa, para penetrar no rGG sem ser detectado, para cumprir a tarefa atribuída e, se necessário, uma tarefa seguinte. Eles foram treinados para retornar às suas próprias tropas.
Com a introdução das táticas de assalto aéreo em 1986, o leque de atividades dos pára-quedistas do NVA se expandiu. Ao fornecer armas (médio) pesadas, como canhões sem recuo, mísseis guiados antitanque e lança-granadas, bem como uma maior capacidade de desembarque aéreo usando helicópteros e trazendo as armas pesadas para o campo de batalha dos pára-quedistas, eles tornaram-se capazes de atacar áreas-chave maiores ou objetos profundos para tomar e manter a área de retaguarda do inimigo até que o socorro chegue ou a tarefa seja concluída com o retorno de pessoal e material. Como a tecnologia pesada era frequentemente montada em UAZ (veículos todo-o-terreno), a mobilidade dos paraquedistas aumentou enormemente, e foi planeado e comprovado num exercício táctico que os paraquedistas actuariam como parte de um grupo de manobra operacional (em alemão:  Operativen Manövergruppe, OMG) de uma divisão de tanques (mais raramente a Divisão de Infantaria Motorizada poderia funcionar como uma unidade de patrulha). Aqui, os objetos inimigos foram destruídos um após o outro em uma faixa de ação, a fim de pavimentar certos caminhos para a próxima divisão reforçada ou foram identificados objetos perigosos, como armas nucleares, postos de comando, campos operacionais do inimigo e meios de guerra eletrônica seriam incapacitados.

## Equipamento
As tropas aerotransportadas do NVA tiveram apenas armas leves durante toda a sua existência. Utilizou em grande parte o material que também foi utilizado em outras unidades militares. Houve apenas desvios nos uniformes e desenvolvimentos internos devido ao uso.

### Armamento

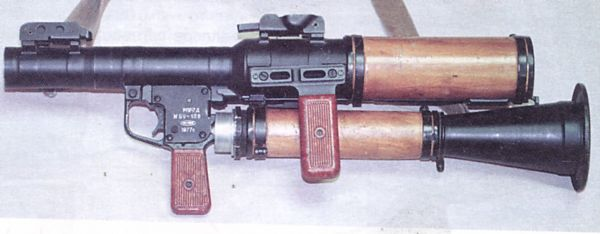
RPG-7D do Regimento de Assalto Aéreo.

O armamento padrão dos paraquedistas era o fuzil KMS-72, o AKM de fabricação alemã. Foi introduzido no início da década de 1960, disparava munição 7,62×39mm, tinha coronha que dobrava para a direita e baioneta acoplável. As armas utilizadas foram produzidas sob licença na RDA. A partir de 1985 foi convertido para seu sucessor, o AKS-74N no calibre 5,45×39mm.
Metralhadoras leves serviram como metralhadoras de grupo de combate. Inicialmente foi a RPD, mais tarde a lMG-K (7,62×39mm), que por sua vez foi substituída pela lMG-K74 no calibre 5,45×39mm. Cada grupo de paraquedistas também carregava duas bazucas RPG-2, ou em anos posteriores ou o RPG-7D - que pode ser desmontado em duas partes - ou o RPG-18 durante a marcha.
O kit de combate de cada soldado também incluía as granadas de mão de fragmentação F-1, RGD-5 ou HG4 e uma adaga ou faca de combate. A pistola disponível - como em todos os exércitos do Pacto de Varsóvia - era a Makarov PM no calibre 9×18mm. Para tarefas especiais, as tropas usaram o fuzil de precisão Dragunov SVD. A partir de 1985, o AKS-74N foi usado como arma de mira telescópica na força-tarefa. O objetivo era atingir com segurança alvos a até 600 m de distância.
Nos primeiros anos como 5º Batalhão de Fuzileiros Motorizados (MSB 5) e novamente após a reestruturação em 1986 para formar o LStR, armas pesadas de apoio estavam disponíveis na unidade. Estes incluíam o lança-granadas M-43 de 82mm e os canhões sem recuo RG-82 de calibre 82mm e RG-107 de calibre 107mm, bem como o míssil guiado antitanque 9K115-2 Metis-M. Os canhões sem recuo disparavam cargas ocas ou granadas auto-explosivas. Havia também uma arma sem recuo SPG-9D calibre 73mm. Alguns deles foram montados e operados em veículos todo-o-terreno (UAZ-469). Os mísseis guiados soviéticos 9K111 Fagot e 9K115 Metis foram introduzidos em 1986 para a guerra anticarro. Para defesa antiaérea, foram utilizados mísseis infravermelhos 9K32 Strela-2 lançados pelo ombro.
Nos reboques de garfo de eixo único da força-tarefa, nos quais foi transportada a tecnologia de paraquedas (12 conjuntos completos de equipamentos), estava todo o kit de combate da força-tarefa, bem como vários explosivos (cabo explosivo e detonante, detonador inicial, por exemplo, detonador Nº 8 com ignição imediata ou com atraso de milissegundos, bem como os explosivos TNT, PLNP-10 ou Semtex H).

### Veículos de transporte

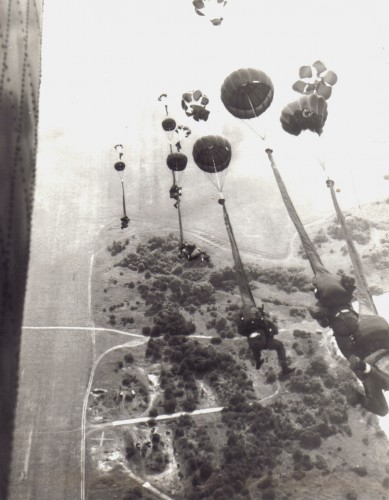
Soldados do regimento de assalto aéreo saltam de um Antonov An-8.

Os veículos todo-o-terreno fabricados na RDA foram utilizados para transporte terrestre e, posteriormente, os fabricados na União Soviética também foram utilizados. Inicialmente foram o GAZ-69 e o P3, mais tarde principalmente o UAZ-469. Além disso, foram utilizados os caminhões comumente utilizados no NVA, como W 50 e motocicletas.

### Aeronave de transporte
Ao longo de todo o período, a falta de capacidade de transporte aéreo do NVA representou um problema que limitou gravemente a sua capacidade operacional. O número de aeronaves e helicópteros disponibilizados nunca foi suficiente. E mesmo que teoricamente existissem máquinas capazes de transportar cargas muito grandes, não havia espaço de transporte suficiente para armas pesadas ou para movimentação em grandes formações. As aeronaves soviéticas Il-14, An-8, An-12, An-26 e An-2 foram usadas principalmente, e mais tarde também helicópteros Mi-4 e Mi-8. A maior aeronave de transporte existente era o An-22, que podia transportar e lançar 150 paraquedistas. Como os pára-quedistas do NVA teriam, de qualquer forma, atuado como parte das forças armadas combinadas do Pacto de Varsóvia, aeronaves do Exército Soviético teriam sido usadas se as aeronaves de lançamento do NVA não estivessem disponíveis. Essas aeronaves eram frequentemente foram usadas durante o treinamento nos campos de salto.
O An-26 da 24ª Relé da Frota de Transporte (em alemão:  Transportfliegerstaffel 24) estacionado em Dresden teria sido a aeronave de lançamento mais provável para os pára-quedistas do NVA. Esta máquina poderia transportar 30 pára-quedistas totalmente equipados até o ponto de lançamento e soltá-los de 7.000m até 250m a uma velocidade de até 350km/h.

### Paraquedas

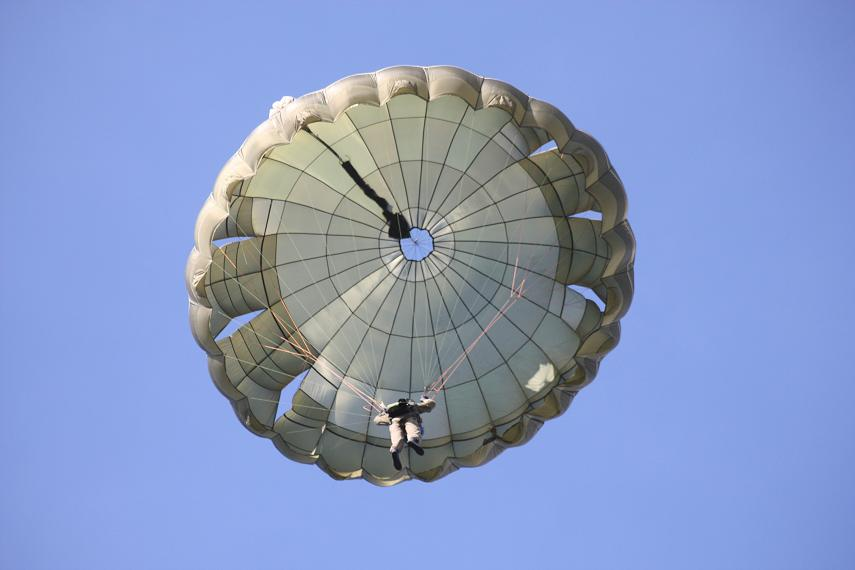
Um soldado do Luftsturmregiment 40 salta com o RS 9/2 A.

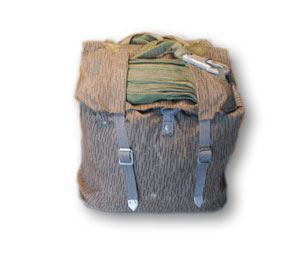
Mochila de pára-quedista do 40º Regimento de Assalto Aéreo.

A maioria dos militares temporários e profissionais já havia concluído pelo menos o treinamento básico com 12 saltos na Sociedade do Esporte e Tecnologia antes de ingressar no FJB; muitos também faziam saltos de queda livre HALO de altitudes mais elevadas, abaixo do limite de oxigênio. Os grupos operacionais de pára-quedistas do NVA geralmente saltavam em queda livre estabilizada. Para tanto, o saltador era estabilizado no ar por um paraquedas auxiliar (aproximadamente 0,8m² de área de velame) após a saída da aeronave. O soldado então abria o dispositivo principal manualmente usando uma alça na altura de abertura comandada. Todos esses paraquedas pertenciam à série RS de paraquedas de dossel redondo. Eles foram fabricados pela empresa de paraquedas VEB Seifhennersdorf e podiam ser lançados tanto automaticamente com uma linha de estática quanto manualmente. Durante o treinamento, os paraquedistas das companhias paraquedistas saltaram de alturas de até 1.600m e caíram por 20 segundos em queda estabilizada.
Ao saltar de 300m a queda estabilizada durava três segundos antes da abertura do paraquedas. Todos os paraquedas eram equipados com o dispositivo de abertura automática (KAP-3), que abria o paraquedas automaticamente caso o saltador não soltasse o paraquedas manualmente. O último paraquedas de dossel redondo do NVA foi o RS 9/2 A, junto com o reserva BE-8. O 40º Regimento de Assalto Aéreo também estava parcialmente equipado com sistemas de parapente, utilizados desde o final da década de 1970. Estes foram os modelos RL-10/2 ST e RL-12/2 ST. Com esses sistemas, os soldados foram capazes de avançar ainda mais na área de retaguarda do inimigo em operações de grande altitude (método HAHO) e pousar com precisão. No entanto, esses sistemas de paraquedas só foram utilizados por especialistas em paraquedismo, bem como por soldados profissionais qualificados e membros do serviço paraquedista. Não houve saltos de oxigênio.

### Uniformes
Os uniformes dos pára-quedistas baseavam-se nos da Wehrmacht, que foram posteriormente desenvolvidos e adaptados aos princípios de uniformização soviéticos. Como os pára-quedistas do NVA faziam parte das forças terrestres, eles usavam estes uniformes. Nos primeiros anos, eles usavam o uniforme de serviço de campanha dos esclarecedores de reconhecimento do NVA. Era composto por um casaco (com capuz) e calças, ambos em padrão camuflado sobre base azul acinzentada. Sapatos com cadarços substituíram as botas habituais e um capuz de couro substituiu o capacete de aço. Nos anos posteriores, foi introduzido o capacete aerotransportado dos pára-quedistas poloneses, que tinha protetores de orelha. Em 1964, os pára-quedistas ganharam seu próprio uniforme de gala. Distingue-se pela boina (1969) e pelas insígnias da gola (paraquedas prateado sobre uma asa), que eram na cor laranja da arma (em alemão:  Waffenfarbe). Essas insígnias de colarinho foram presos ao uniforme de serviço e uma boina cinza-pedra e botas de salto com cadarço foram usadas.
Após cinco saltos, o distintivo de salto de paraquedas era concedido. Houve seguidores adicionais para o número de saltos alcançados em cada caso com 10; 25, 30; 35; 40; 50; 75; 100; 150 e depois em incrementos adicionais de 50. Em 1972, o Ministro da Defesa Nacional ordenou a revisão do uniforme com base nas chamadas sugestões inovadoras das tropas (em alemão:  Neuererwesen). O novo traje de combate era composto por quatro partes (jaqueta, calça, colete de combate, capa de chuva), estampadas no chamado padrão de camuflagem de linha (em alemão:  Strichtarnmuster). A característica distintiva dos pára-quedistas do NVA era seu capacete especial e de ajuste apertado para paraquedistas (em alemão:  Fallschirmspringerhelm), fabricado na Polônia. Tendo sido usado desde 1975.

### Colete de combate
O colete de combate (em alemão:  Kampfweste) também era em padrão de camuflagem de linha, que inicialmente era fechado com três pequenos mosquetões e, a partir de meados da década de 1980, com dois pequenos mosquetões. O cinto ficava permanentemente retraído no colete para que o paraquedista pudesse colocar ou tirar seu equipamento em segundos. No colete de combate foram costurados bolsos onde eram guardados todos os equipamentos e recursos necessários que não estavam embalados na mochila. O porta-carregador para 4 carregadores (o porta-carregador da metralhadora leve também foi costurado no seu atirador) foi fixada na frente direita. À esquerda ficava o bolso para a máscara de proteção da tropa (máscara de gás). Na parte de trás, nas nádegas, havia bolsos adicionais menores costurados que podiam conter outros itens. Nas costas havia uma mochila onde podiam ser guardados a lona ou munições e artefatos explosivos. Dois mosquetões acima da mochila destinavam-se a segurar o traje de proteção. Uma bússola, utensílios de escrita e similares eram carregados nos bolsos do peito. Dentro do colete de combate havia um bolso para a pistola. Alças de camuflagem estavam presentes e também eram usadas para prender granadas de mão e outros equipamentos.

## História
O exército soviético foi o primeiro a testar e estabelecer oficialmente tropas pára-quedistas na década de 1920. Durante a Segunda Guerra Mundial, o Reich alemão utilizou pára-quedistas para fins militares pela primeira vez, enquanto os Aliados Ocidentais só mais tarde criaram e mobilizaram unidades correspondentes. O exército soviético treinou comunistas alemães para se tornarem agentes pára-quedistas que realizavam espionagem e sabotagem no Reich e nas áreas conquistadas pela Wehrmacht.
Os sobreviventes dessas unidades foram usados para montar as unidades de paraquedas do NVA e do Ministério da Segurança do Estado. As experiências dos pára-quedistas da Wehrmacht também foram utilizadas. A partir de 1952, a Sociedade de Esportes e Tecnologia da RDA ofereceu o paraquedismo como esporte militar no treinamento pré-militar da RDA. Quando o NVA foi fundado em 1956, já existia um quadro com experiência em paraquedismo. Nos primeiros anos, alguns deles serviram nas unidades de reconhecimento de longo alcance do NVA.

### Mudanças de nome
| Número de série. | Nome (abreviatura)                            | Data                    |                               |
| ---------------- | --------------------------------------------- | ----------------------- | ----------------------------- |
| 1.               | 5º Batalhão de Fuzileiros Motorizados (MSB-5) | 1º de março de 1960     | Reporte direto ao Kdo. MB-V.  |
| 2.               | 5º Batalhão Paraquedista (FJB-5)              | 15 de fevereiro de 1962 |                               |
| 3.               | 2º Batalhão Paraquedista (FJB-2)              | 1º de dezembro de 1971  |                               |
| 4.               | 40º Batalhão Paraquedista (FJB-40)            | 8 de novembro de 1972   | Transferido para o Kdo. LaSK. |
| 5.               | 40º Regimento de Assalto Aéreo (LStR-40)      | 1º de dezembro de 1986  | Elevado a regimento.          |

### 1960 a 1972
A partir do final da década de 1950, houve considerações dentro do NVA e de outros exércitos do Pacto de Varsóvia para a criação de unidades aerotransportadas. A principal exigência para isso veio, em última análise, da União Soviética, até porque a Bundeswehr começou a criar unidades aerotransportadas e de paraquedistas em 1955.
Em 1º de março de 1960, o 5º Batalhão de Fuzileiros Motorizados (MSB-5) foi estabelecido em Prora, em Rügen. Seu trabalho era garantir o treinamento de paraquedas o mais rápido possível. A médio prazo, 300 pára-quedistas deverão estar disponíveis em todos os momentos e, a longo prazo, um regimento inteiro. Tanto o nome quanto o estacionamento no remoto quartel de Rügen - que já foi planejado para se tornar um hotel da organização nacional-socialista Kraft durch Freude (KdF) - serviram para manter o sigilo.
Em setembro de 1961, a unidade iniciou operações de salto utilizando aeronaves IL-14. Eles, como o resto do equipamento, vieram da União Soviética. As duas primeiras companhias pára-quedistas eram compostas cada uma por 80 soldados, cada uma organizada em três pelotões de três grupos.
Em 15 de fevereiro de 1962, a unidade foi renomeada para 5º Batalhão Paraquedista (FJB-5). Estava subordinado ao NVA, que o liderava como um ramo independente das forças armadas. A partir daquele ano, a unidade participou dos exercícios do Pacto de Varsóvia. No ano seguinte, foram aprovadas mudanças no uniforme, incluindo uma boina cinza de serviço. O capacete de aço não foi usado. A partir de 1969, o uniforme de saída e desfile incluía uma boina vermelha.

### 1972 a 1986

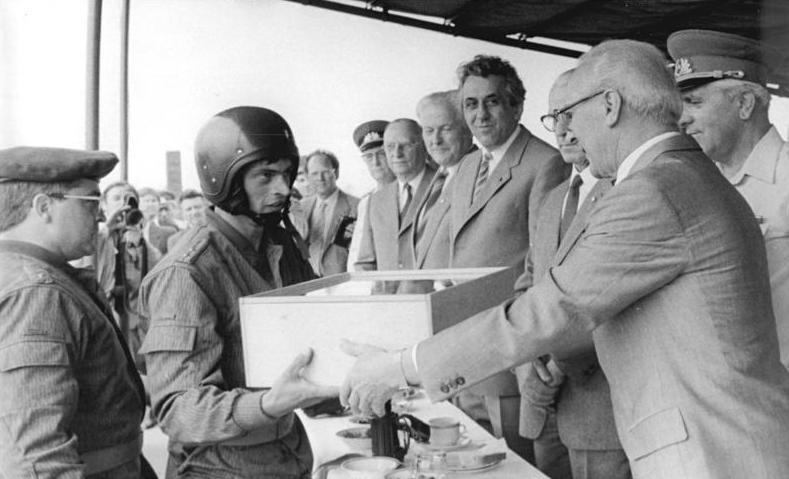
Erich Honecker visitando tropas em 1984.

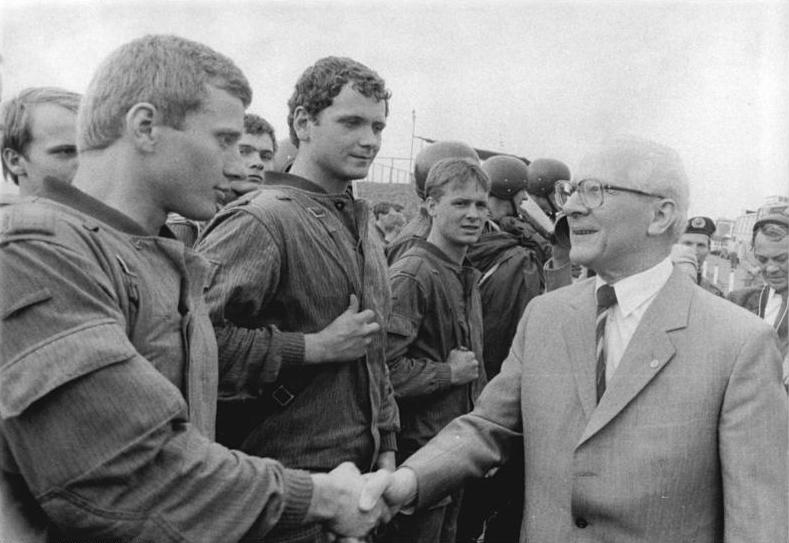
Erich Honecker visitando tropas em 1984.

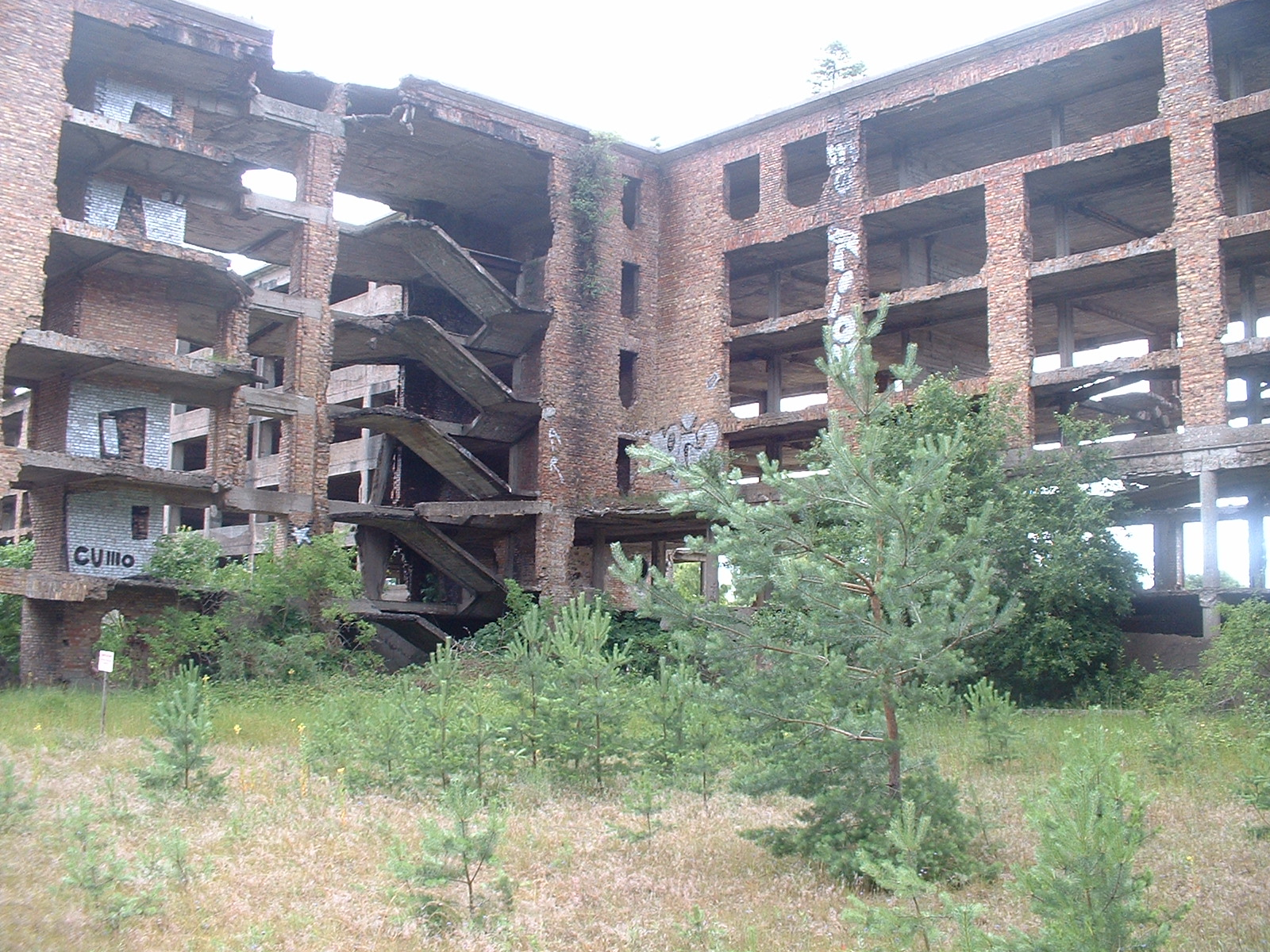
Ruínas perto de Prora, onde a guerra urbana foi treinada até 1982.

Até o início da década de 1970, a unidade estava subordinada ao Distrito Militar V. Em 1º de dezembro de 1971, foi brevemente renomeado 2º Batalhão de Paraquedista, e em 8 de novembro de 1972, foi renomeado para 40º Batalhão de Paraquedista. Este último foi acompanhado pela colocação sob o comando das Forças Terrestres em Potsdam, cuja única unidade de combate era o FJB-40. Todas as unidades sob o comando do LaSK tinham o número 40 em seus nomes. Isto significava que a força era liderada centralmente e não estava subordinada a um único comando de tropa (em caso de guerra, o 5.º Exército do NVA).
O sistema provavelmente era um defeito. As forças terrestres da RDA foram divididas em dois distritos militares, V Norte e III Sul, cada um dos quais deveria fornecer um exército em caso de guerra. Dado que não foi possível criar um batalhão paraquedista para cada distrito conforme inicialmente planejado, o batalhão existente foi gerido centralmente. Em caso de guerra, cada exército que tivesse atuado dentro das forças combinadas do Pacto de Varsóvia receberia, cada um, uma companhia e partes do FJB, que teria então se transformado em um batalhão de paraquedistas após ser convocado e adicionar reservistas. O terceiro FJK provavelmente foi destinado ao grupo Mitte em Berlim.
Embora os recursos existentes não fossem suficientes para a criação de dois batalhões, o existente foi ampliado na década de 1970. Assim, foi criado um pelotão próprio para treinamento de suboficiais e outro para treinamento de reservistas. No início da década de 1970, a força foi complementada por um pelotão de mergulho de demolição, que mais tarde foi renomeado como pelotão de reconhecimento.
No final do inverno de 1978, ocorreu um desastre de neve com vários cortes de energia na parte norte de ambas as partes da Alemanha. O batalhão foi empregado como ajuda humanitária. Os soldados levavam alimentos para fazendas e vilarejos remotos usando helicópteros e esquis, entre outras coisas.
A partir de dezembro de 1980, a unidade em Strausberg, perto de Berlim, foi destacada para proteger a área residencial onde viviam o Ministro da Defesa Nacional e alguns dos seus adjuntos, bem como outros generais e oficiais do NVA. Os deputados do Ministro da Defesa Nacional que viviam nesta área residencial de livre acesso em Strausberg incluíam os Coronéis-Generais Streletz, Goldbach e Reinhold. O regimento de guarda Hugo Eberlein (WR-2), anteriormente responsável por isso, foi dispensado dessa tarefa. A razão para isso foi que o então Ministro da Defesa Nacional, General do Exército Heinz Hoffmann, era um dos membros do Politburo que não morava em Wandlitz e valorizava a proteção de suas próprias tropas. Os pára-quedistas eram encarregados de realizar esta tarefa, mesmo que não fosse realmente uma das tarefas desta unidade.
Para poder dar conta desta tarefa, a pequena unidade de pára-quedistas recebeu uma companhia adicional. A 4. FJK foi reorganizada e no início era a única companhia da unidade a ter quatro pelotões de paraquedistas. Como estes não eram suficientes para cumprir a tarefa adicional, a partir de 1983 todas as companhias foram atribuídas alternadamente à guarda. Cada companhia de pára-quedistas recebeu ordens de “guarda especial” em Strausberg durante duas semanas a cada oito semanas. O ritmo de vigília foi de 48 horas. Durante os dois dias sem vigilância, foram realizados treinamentos intensivos em Strausberg e arredores, e foram utilizadas as instalações de treinamento do Ministério da Defesa Nacional (campo de tiro no local), bem como a base de treinamento de salto de paraquedas do Comando da Aeronáutica. O treinamento de natação na piscina ou no Straussee, ambos localizados diretamente ao lado dos alojamentos dos pára-quedistas, foi intensificado. Táticas e treinamento de combate corpo a corpo foram realizados nas florestas ao redor de Strausberg.
Em 1981, a unidade começou a se deslocar de Prora para a área de treinamento militar de Lehnin, perto de Potsdam. Esta foi considerada uma das áreas de formação mais desenvolvidas do NVA e tinha instalações que não existiam desta forma em Rügen. Uma vila foi construída para guerra em localidade e urbana e helipontos. Os soldados foram alojados em acomodações improvisadas por mais de um ano antes que as ampliações do quartel fossem terminadas e a mudança pudesse ser concluída.

### 1986 a 1991
No final da década de 1980, a influência do líder soviético Mikhail Gorbatchov começou a afirmar-se nas forças armadas do Pacto de Varsóvia. A liderança militar começou a orientar as suas unidades não apenas ofensivamente, mas cada vez mais defensivamente. Para as tropas de assalto aéreo, isso significava que agora deveriam ser capazes de interceptar unidades inimigas que conseguissem avançar.
Ao mesmo tempo, o NVA continuou a trabalhar na implementação dos planos soviéticos. A partir de 1986, o treinamento comunitário concentrou-se no desdobramento companhia por companhia dentro de uma estrutura de batalhão. Devido às mudanças políticas no outono de 1989, este desenvolvimento chegou ao fim.
A única mobilização “real” dos pára-quedistas quase ocorreu no outono de 1989. A unidade foi considerada particularmente confiável politicamente pela liderança da RDA. Durante as manifestações das segundas-feiras após a mudança, ele foi mantido em alerta máximo ao lado de outras unidades selecionadas do NVA. Para o efeito, poucos dias antes da anunciada manifestação de segunda-feira, várias centenas de paraquedistas do LstR-40 foram alojados em Leipzig num quartel disponibilizado para esta operação. Isso foi feito à noite e no mais estrito sigilo. Aqui, táticas e técnicas adicionais para dispersar uma manifestação foram extensivamente treinadas sob a orientação dos órgãos responsáveis por isso. A unidade deveria reforçar a polícia e as unidades especiais do MfS disponibilizadas pelo departamento principal XXII (antiterrorismo) e combater a resistência da população. No entanto, a ordem de mobilização não foi emitida.
Após a queda do Muro de Berlim em 10/09. A partir de novembro de 1989, houve os mesmos sinais de dissolução na associação Willi Singer e em todos os outros órgãos armados da RDA. Muitos soldados sentiram-se abusados e despediram-se. Cerca de metade dos pára-quedistas deixaram a unidade. Mesmo assim, a liderança do regimento tentou manter o serviço.
Em 31 de janeiro de 1990, dois membros dos pára-quedistas do NVA foram designados pela primeira vez para uma unidade do “inimigo” anterior e fizeram parte do 271º Batalhão Paraquedista da Bundeswehr em Iserlohn. Nos meses seguintes houve cada vez mais contactos com unidades semelhantes noutros países.
Em setembro de 1990, os soldados do LStR-40 completaram seus últimos saltos de paraquedas em grande formação. Além disso, chegou o último grupo de voluntários. Em 3 de outubro de 1990, os remanescentes da unidade, como todo o NVA, foram assumidos pela Bundeswehr. O treinamento básico dos 100 recrutas passou a ocorrer de acordo com os padrões da Bundeswehr. Os esforços para transferir a força como uma unidade aeromóvel para o recém-fundado Comando Oriental da Bundeswehr falharam. Apenas alguns pára-quedistas foram aceitos e destacados para outras unidades da Bundeswehr. Entre janeiro e junho de 1991, o 40º Regimento de Assalto Aéreo foi dissolvido.

### Operações
As operações limitaram-se à ajuda humanitária no inverno de 1978/79 na ilha de Rügen. Durante três semanas, os soldados ajudaram a abastecer aldeias e fazendas isoladas por tempestades de neve com alimentos e remédios, e a limpar estradas. Os rumores de operações no Afeganistão durante a Guerra do Afeganistão não foram comprovados.

### Soldados meritórios da unidade
| Número de série | Data                | Militar                         | Observação                                                           |
| --------------- | ------------------- | ------------------------------- | -------------------------------------------------------------------- |
| 1.              | 12 de abril de 1984 | Oberfähnrich Günther Schmidt    | Como o primeiro paraquedista do NVA em seu 1000º salto de paraquedas |
| 2.              | 1988                | Stabsoberfähnrich Walter Heilek | Agraciado com a Ordem Patriótica do Mérito – Bronze                  |